# Centar Milenijum
Centar Milenijum är en sporthall i Vršac, Serbien. Där spelar basketklubben KK Hemofarm sina hemmamatcher, och hallen har en publikkapacitet på 5 000 åskådare. Hallen används också för konserter och andra föreställningar.

## Historik
Hallen invigdes den 5 april 2001. Här spelades matcher i grupp A vid Europamästerskapet i basket för herrar 2005, basketturneringen vid Sommaruniversiaden 2009 och matcher i grupp D vid Europamästerskapet i handboll för herrar 2012.